# Steckdosenleiste

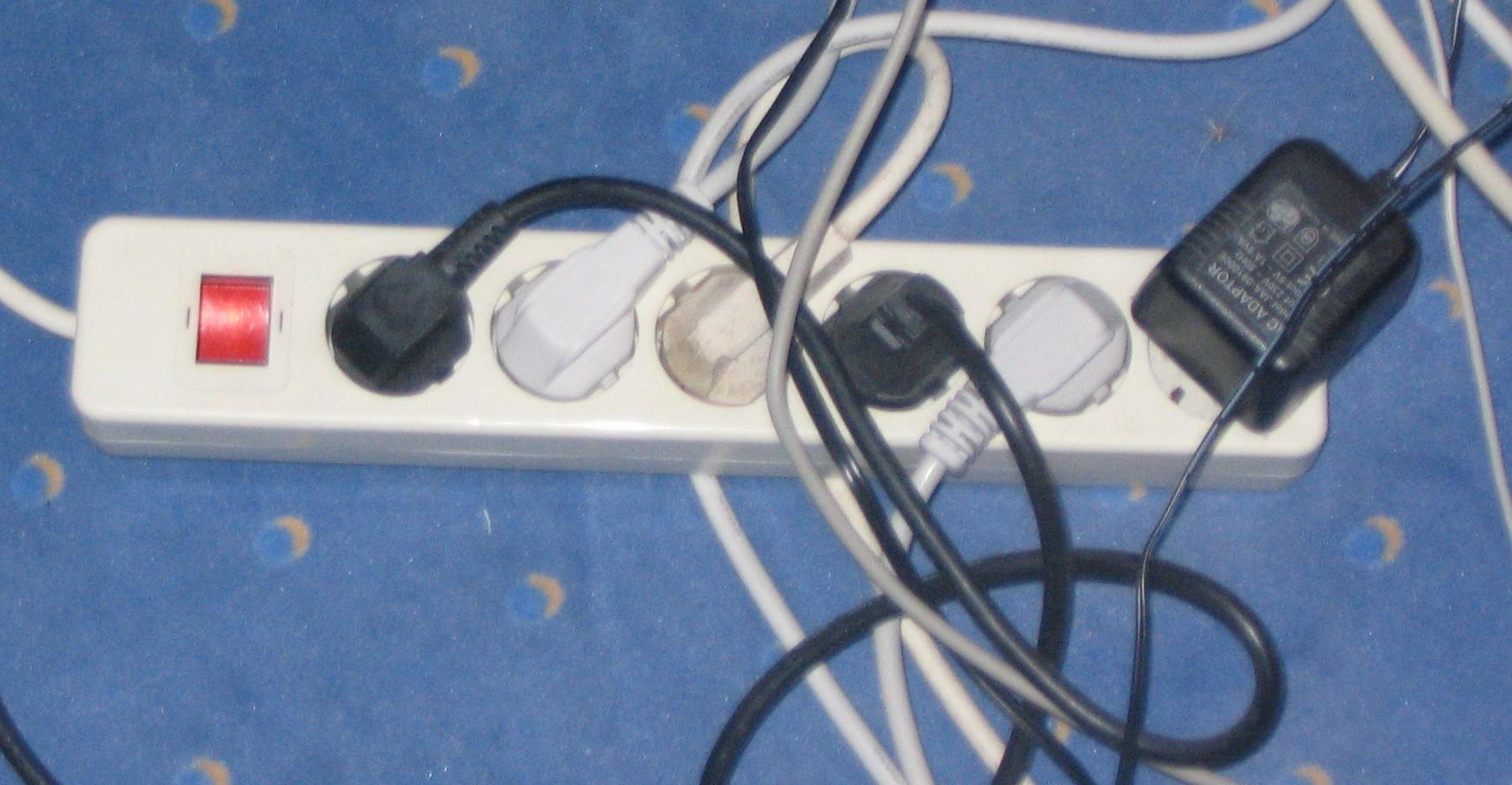
Mehrfachsteckdose mit Schalter und um 45° gedrehten Steckplätzen, Typ F (Schuko)

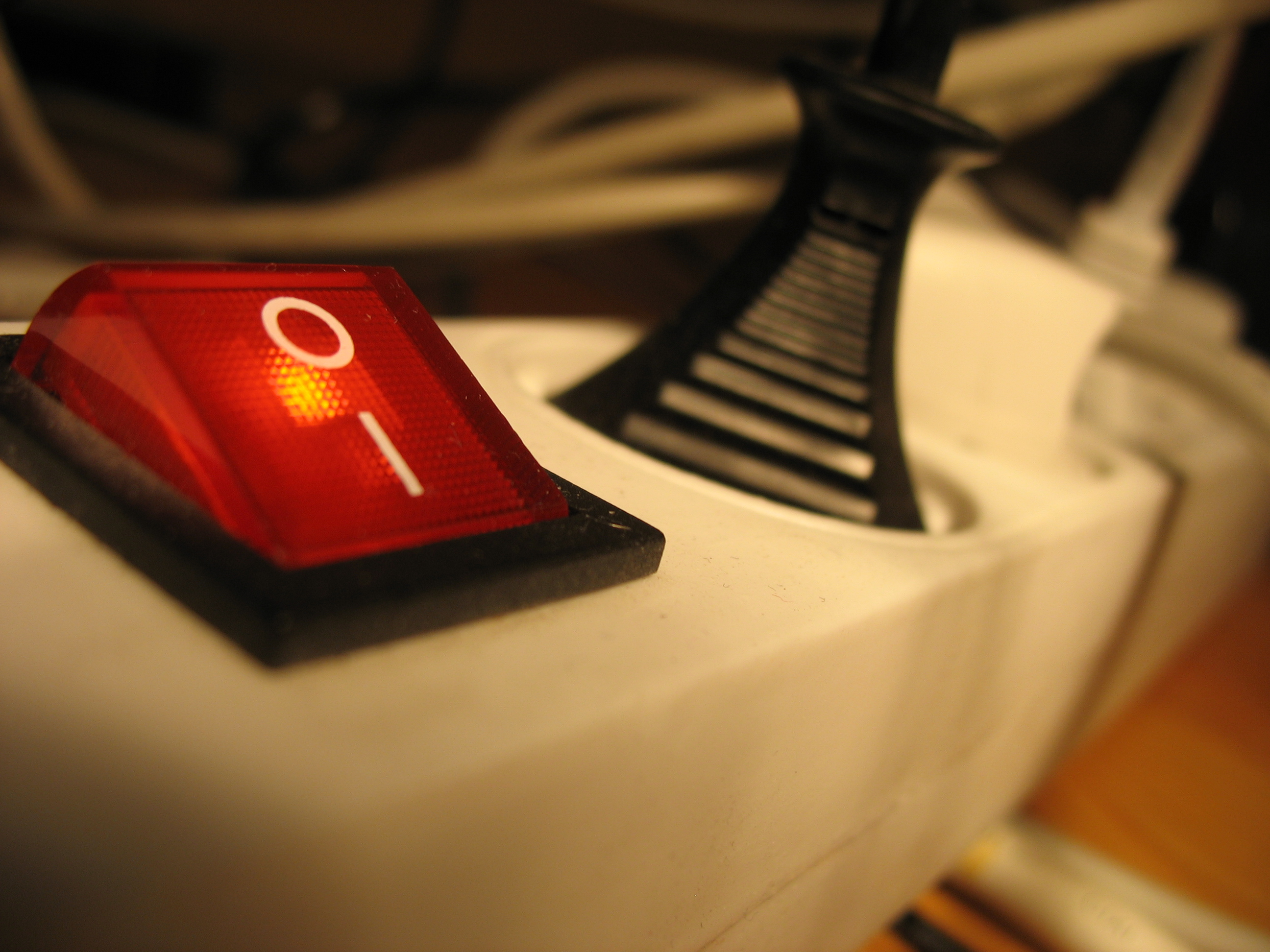
Schalter einer Mehrfachsteckdose

Eine Steckdosenleiste, Steckerleiste, auch Mehrfachsteckdose oder Mehrfachstecker genannt, stellt mehreren elektrischen Geräten mit genormtem Steckeranschluss einen Anschluss an das Stromnetz bereit. Dazu wird sie an eine Steckdose angeschlossen und bedingt durch die interne Parallelschaltung werden alle Steckplätze mit Strom versorgt. Sie wirkt somit als Verteiler im Gegensatz zum Verlängerungskabel, das in der Regel nur einen einzigen Abgang bietet.

## Begriff
In Deutschland wird die Mehrfachsteckdose fachlich als „Mehrfachsteckdosenleiste“ bezeichnet. In der Schweiz wird basierend auf SEV 1011:2009/A1:2012, welches auf IEC 60884-2-5 aufbaut, zwischen einer kabelgebundenen „Steckdosenleiste“ und einem kabellosen „Abzweigstecker“ unterschieden.

## Sicherheit
Es ist funktional möglich, mehrere Mehrfachsteckdosenleisten (MSL) zu koppeln und so eine große Anzahl von elektrischen Geräten mit Strom zu versorgen. Dabei ist jedoch Vorsicht geboten, falls darunter eine MSL zum Einsatz kommt, die eine geringere Dauerbelastbarkeit besitzt als die Sicherung des Stromnetzes. Zudem steigt beim gleichzeitigen Betrieb vieler Geräte die Wahrscheinlichkeit, dass die Sicherung auslöst. Vor allem jedoch haben mehrere Steckkontakte im Schutzleiter eine negative Auswirkung auf die Sicherheit der Anlage, da hier aus Sicherheitsgründen maximal 3 Ohm erlaubt sind. Die Verwendung ortsveränderlicher MSL und Verlängerungsleitungen als Ersatz für eine unzureichende ortsfeste Elektroinstallation ist in einigen Ländern verboten; im Gegensatz zu Festinstallationen stellen herumliegende Kabel eine Stolperfalle dar, außerdem können die Kabel mit der Zeit durch mechanische Beanspruchung geschädigt und damit unsicher werden. Unsachgemäßer Gebrauch im Sinne der DIN VDE 0100 Teil 420 Abs. 4.1 ist eine Brandgefahr in elektrischen Anlagen.
Eine ortsfeste Verlegung unter Verwendung von Steckdosenleisten ist in der Schweiz verboten.
Ein unsachgemäßer Gebrauch liegt auch vor, wenn zu viele leistungsstarke Verbraucher zusammen mehr als ca. 2300 Watt (entsprechend 10 Ampere) an der Mehrfachsteckdosenzuleitung oder insgesamt mehr als 3600 Watt (entsprechend 16 Ampere) an einer fest installierten Netzsteckdose (zum Beispiel an einer Zweifach-Wandsteckdose) angeschlossen sind, sofern die Steckdosenleiste bzw. ihre Zuleitung dafür nicht geeignet/freigegeben sind.
In der Schweiz ist das Hintereinanderkoppeln von Abzweigsteckern durch die Norm SEV 1011:2009/A1:2012 ab 2016 verboten und es dürfen maximal vier Steckdosen angebracht werden.
In Deutschland ist dies – nur indirekt, abgeleitet – nicht erlaubt, nämlich durch die Norm DIN VDE 0620-2-1:2016-01, die seitens der Hersteller das Aufbringen von Warnhinweisen zwingend fordert. Demnach darf ein Gerät nur so verwendet werden, wie der Hersteller dies vorsieht. Diese Norm ist eine Prüfnorm für die Hersteller von MSL für den Hausgebrauch. Es ist umstritten, inwiefern deswegen pauschal für alle MSL die Verkettung verboten sein sollte.
Es gibt Mehrfachsteckdosenleisten mit Schutzdeckeln. Sie sind jedoch nicht für den Einsatz in Nassräumen oder im Regen geeignet. Sie besitzen – wie andere Verteiler auch – nur eine IP20. Es werden auch MSL mit eingebauter Gerätesicherung angeboten, wodurch eine Überlast ausgeschlossen ist. Bei MSL für gewerblichen Einsatz (industrietauglich) sowie bei Arbeitsplatz-Systemen mit MSL, die entlang von Arbeitstischen oder in Kabelkanälen montiert werden, kann die Verkettung erlaubt sein.

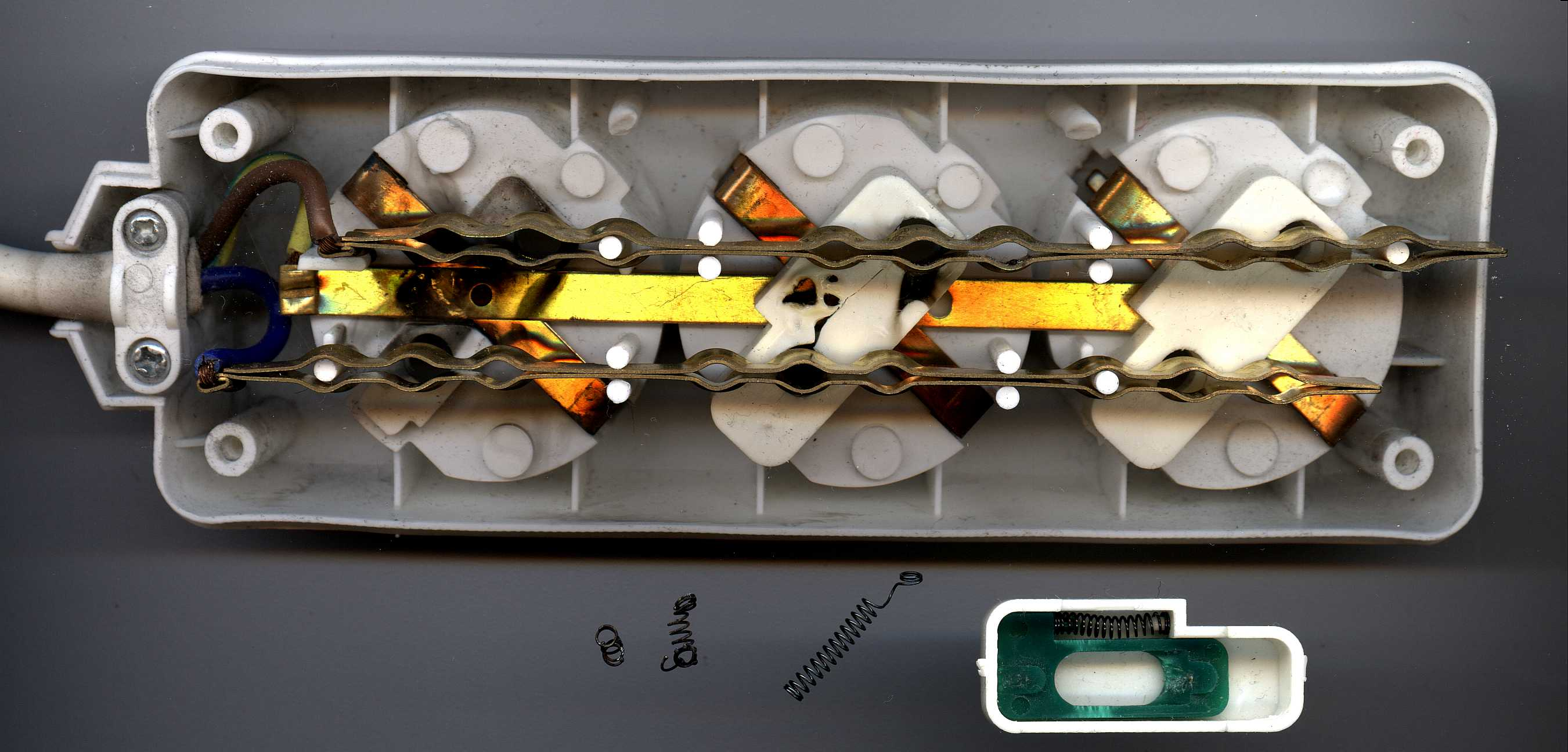
Überlastete Mehrfachsteckdose, rückseitig geöffnet. Am linken und mittleren Steckkontakt sind Materialschäden durch Überhitzung der Kontakte zu sehen, die durch Überlastung oder schlechte Kontaktgabe entstanden sein können.

Minderwertige Produkte verfügen zum Beispiel über einen zu geringen Leiterquerschnitt der Anschlussleitung, ungeeignete Zugentlastung oder nicht ausreichend bruchsichere Gehäuse. Prüfsiegel wie GS- oder TÜV-Siegel werden bei Importen manchmal gefälscht. Gemäß VDE-Entscheidungspapier EK1 393-08 und EK1 370-08 dürfen in Deutschland seit dem 23. Februar 2009 Steckdosenleisten mit einem Leitungsquerschnitt < 1,5 mm² nicht mehr mit dem VDE-GS-Siegel ausgezeichnet werden. Die zuvor erhältlichen 1,0-mm²-Leitungen überschritten bei Prüfungen regelmäßig die zulässigen Grenztemperaturen nach DIN-VDE-0298-300-Tabellen 4A bzw. 4B.
Die Schweizerische Norm SEV 1011:2009/A1:2012 definiert Minimalquerschnitte bei Steckdosenleisten und verlangt einen Überstromschutz. Andere durften in der Schweiz nur noch bis zum 31. Dezember 2015 hergestellt und bis zum 31. Dezember 2018 verkauft werden. Viele neuere Mehrfachsteckdosen bieten einen erhöhten Berührungsschutz, umgangssprachlich meist Kindersicherung genannt. Steckdosenleisten mit Formen und gegenständlichen Motiven, die Kinder zum Spielen anregen, sollen das VDE-GS-Siegel nicht erhalten. Mehrfachsteckdosen-Verteiler besitzen oft einen Schalter. Oft sind diese Schalter nur einpolig unterbrechend ausgeführt. Dadurch besteht eine 50-%-Chance, dass im abgeschalteten Zustand der Stromkreis nicht spannungsfrei ist – bei einem Erdschluss kann der Strom durch den Verbraucher weiterfließen, obwohl der Schalter ausgeschaltet ist. Ist ein rein ohmscher Verbraucher angeschlossen, liegt dann zudem möglicherweise auf beiden Stromanschlussleitungen „Phase“.

## Eigenschaften
MSL können folgende Eigenschaften und Funktionen haben:
- Unterschiedliche Anzahl und Ausführung der Anschlüsse. Schuko-Steckdosen etwa werden in einer Ausführung mit sechs statt nur zwei Löchern angeboten, so dass statt eines einzelnen Schukosteckers bis zu zwei Eurostecker eingesteckt werden können.
- Mehrfachstecker, die direkt an einer fest installierten Steckdose eingesteckt werden, werden nach VDE als Adapterstecker bzw. Zwischenstecker und in der Schweiz als Abzweigstecker bezeichnet (Abzweigstecker dürfen ab 2016 max. vier Anschlüsse besitzen).
- Mehrfachstecker mit Anschlusskabel werden in der Schweiz als Steckdosenleiste bezeichnet.
- Eingebauter Überspannungs-, Überstrom- oder Fehlerstromschutz
- Eingebauter Schalter, um an einzelnen oder allen Steckplätzen den Strom ein- bzw. auszuschalten
- Steuerung aller angeschlossenen Geräte über ein Hauptgerät (Main-Follow-Steckdosen)
- Um 45° (Schuko) oder 90° (Schuko und SEV 1011) gedrehte Steckplätze, um mehrere Winkelstecker ohne gegenseitige Behinderung anzuordnen
- Mit zunehmender Verbreitung von USB-Anschlüssen zum Aufladen und zum Betrieb von Kleingeräten werden auch Steckdosenleisten mit integrierten USB-Netzteilen angeboten.

Steckdosenleisten zur Verwendung mit EDV-Anlagen besitzen häufig um 45° (Schuko) bzw. 90° (SEV 1011) gedrehte Steckplätze, Überspannungsschutz, Master-Slave-Funktion und einen zusätzlichen Schalter. Spezielle Ausführungen zur Verwendung in Rechenzentren zur Versorgung von Servern und ähnlichem können über Zusatzfunktionen wie Fernsteuerbarkeit über IP-Netze und Erfassung des Verbrauchs pro Abgang verfügen und werden als Power Distribution Unit (PDUs) bezeichnet. Bis in die 1990er Jahre wurden MSL für Schuko-Stecker überwiegend mit Steckdosen angeboten, deren Steck-Anschlüsse quer zur Leiste angeordnet waren und bei denen Platzprobleme mit Winkelsteckern und Steckernetzteilen auftraten. Ausführungen mit um 90° gedrehten Dosen waren teurer, da diese aufwendiger in der Herstellung sind. Erst später wurden um 45° gedrehte Dosen angeboten, die binnen kurzer Zeit eine weite Verbreitung fanden.
Direkt in eine fest installierte Steckdose eingesteckte Abzweigstecker können bei grober Handhabung sowie durch den Zug der Geräte-Anschlussleitungen die Wandsteckdose mechanisch überlasten. Abzweiger mit mehreren Schuko-Anschlüssen sind darum in Deutschland nicht mehr erhältlich, mit Ausnahme von Ausführungen, die mit zusätzlichen Befestigungen an der Wand verankert werden müssen. Im europäischen Ausland (z. B. in Frankreich und Spanien) können diese jedoch noch erworben werden, unter anderem auch mit TÜV-Siegel.

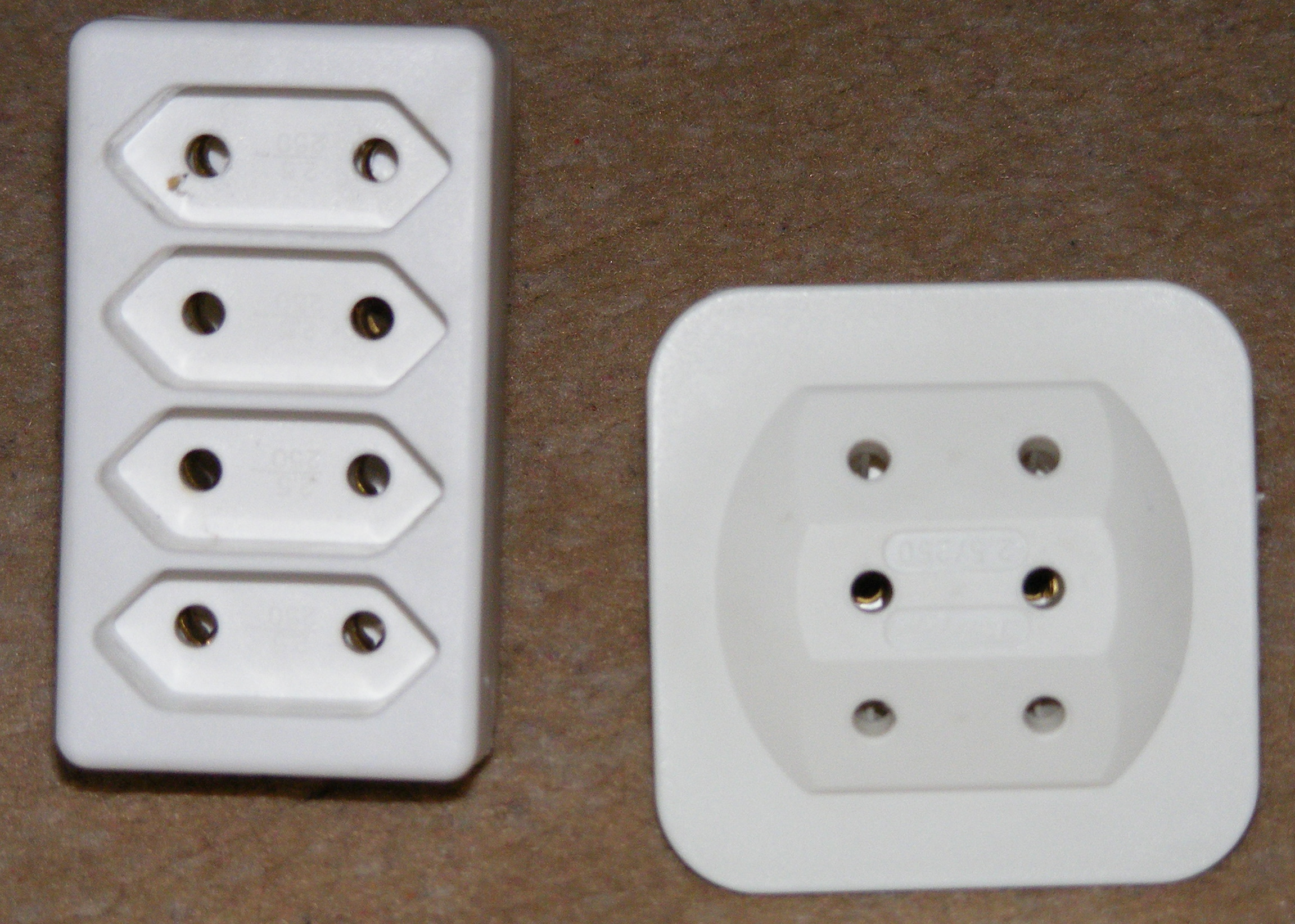
Verteilerstecker. Auf der Rückseite besitzen sie einen Konturenstecker zum Einstecken in eine Wandsteckdose
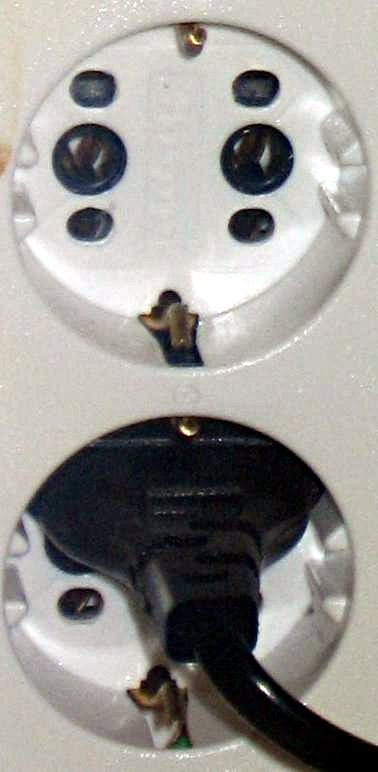
Mehrfachsteckdosen, die wahlweise mit einem Schuko- oder zwei Eurosteckern verwendet werden können
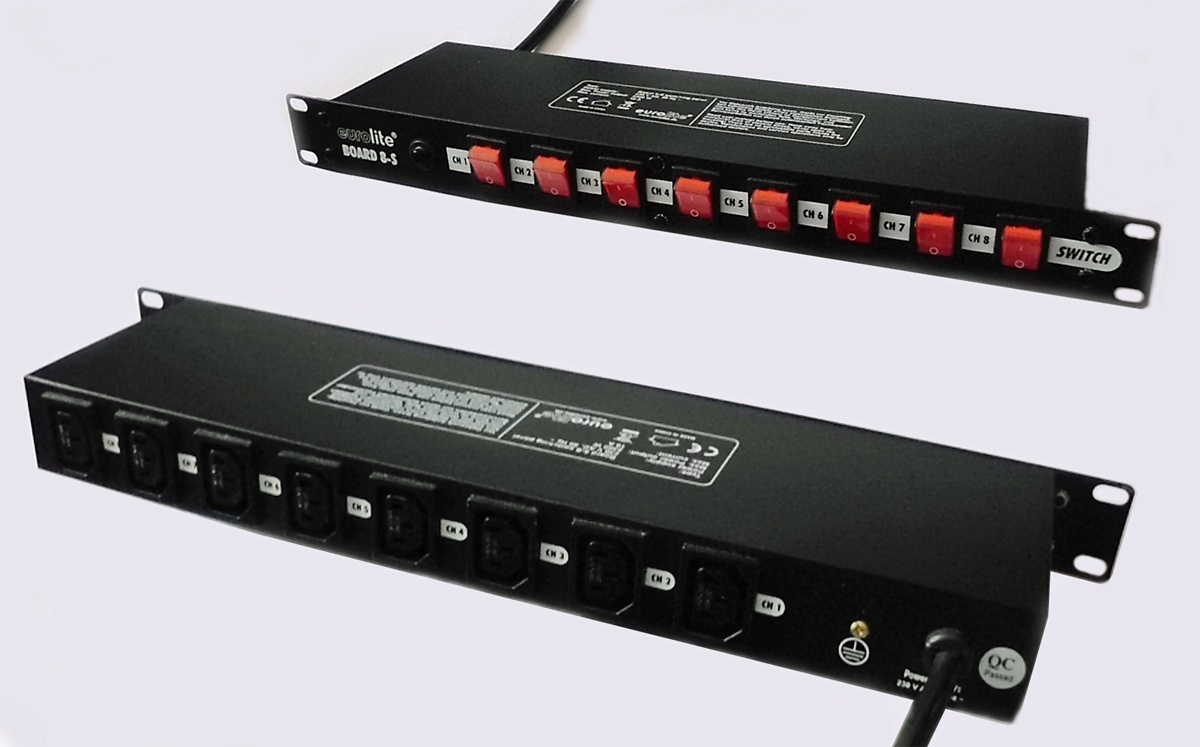
1HE-19"-Rack-Schaltkulisse mit acht C13-Steckdosen und acht Schaltern
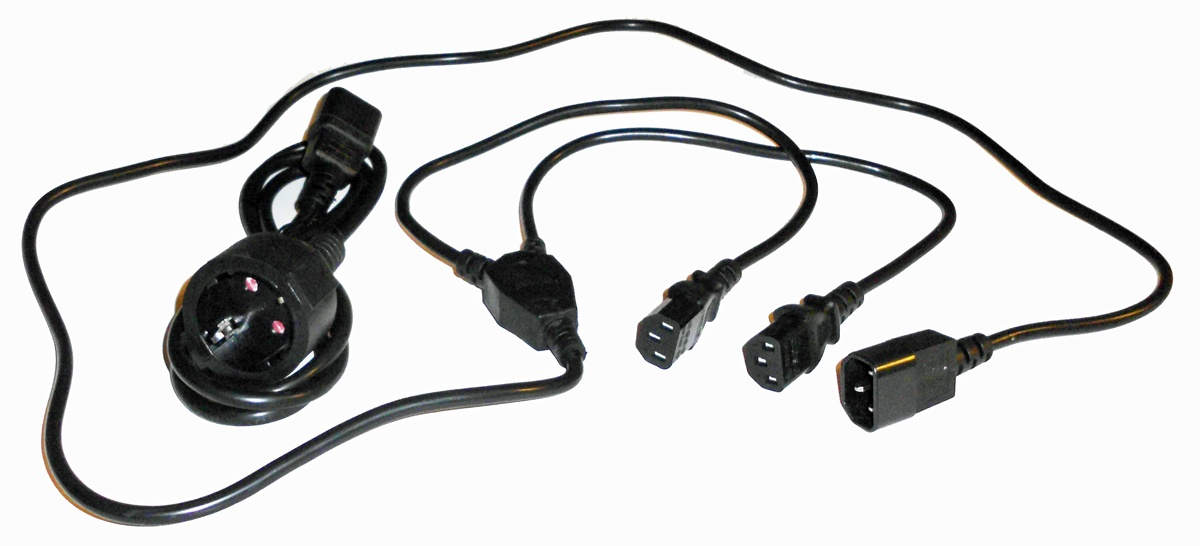
Schmales C13/C14-Y-Kabel (links: Adapter auf Schukosteckdose)

## Energieeinsparung
Mehrfachsteckdosen mit Schalter helfen, Energie zu sparen, indem durch den Schalter allen angeschlossenen Geräten der reguläre Stromkreis unterbrochen wird und der Energieverbrauch durch Standby-Betrieb entfällt. Im Gegensatz dazu ist eine Master-Slave-Steckdose selber ein Standby-Gerät, in dem konstant ein geringer Strom fließt. Der Eigenverbrauch der typischerweise verbauten Glimmlampe mit Vorwiderstand beträgt etwa 1/4 Watt, was unter heutigen Gesichtspunkten nicht irrelevant ist.
- Benjamin Tolke: Die CE-Kennzeichnung einer Mehrfachsteckdose, Studienarbeit. 1. Auflage. GRIN Verlag, München 2007, ISBN 978-3-638-51428-6, S. 31.
- Allgemeine Sicherheitskriterien für Adapter, Leitfaden für Hersteller, Inverkehrbringer und Marktaufsicht von der Geschäftsstelle des Arbeitsausschusses Marktüberwachung beim Bayerischen Staatsministerium für Umwelt, Gesundheit und Verbraucherschutz, Dezember 2007

## Normen
- IEC 60364-4-42:2010 VDE 0100-420:2013-02 Errichten elektrischer Niederspannungsanlagen Teil 4-42: Schutzmaßnahmen – Schutz gegen thermische Auswirkungen
- DIN VDE 0620-1:2013-03 Stecker und Steckdosen für den Hausgebrauch und ähnliche Anwendungen – Teil 1: Allgemeine Anforderungen an ortsfeste Steckdosen